# Franz Beidler
Franz Beidler (Kaiserstuhl, 29 de marzo de 1872-Múnich, 15 de enero de 1930) fue un director de orquesta suizo conocido por sus interpretaciones de las óperas de Richard Wagner.
Trabó relación con la familia Wagner y dirigió en el Festival de Bayreuth. Beidler se casó con Isolde Wagner (Isolde von Bülow) y su hijo Franz Wilhelm Beidler fue el supuesto heredero de su abuelo Richard Wagner. La negativa de su abuela Cósima Wagner motivó un sonado juicio entre madre e hija en Bayreuth antes de la Primera Guerra Mundial.
Beidler además tuvo una hija ilegítima con la soprano wagneriana Emmy Zimmermann, Eva Busch, destacada cantante de cabaret. Eva reveló la paternidad en 1990 en sus memorias: Und trotzdem (Y sin embargo). Además tuvo dos hijos con Walburga Rass: Franz Walter y Elsa, que se casó con el escritor Hans Breiteneicher.